# Andrej Svetjnikov
Andrej Igorevitj Svetjnikov, ryska: Андрей Игоревич Свечников, född 26 mars 2000 i Barnaul i Altaj kraj, är en rysk professionell ishockeyforward som spelar för Carolina Hurricanes i National Hockey League (NHL). Han har tidigare spelat för Barrie Colts i Ontario Hockey League (OHL) och Muskegon Lumberjacks i United States Hockey League (USHL).
Svetjnikov draftades av Carolina Hurricanes i första rundan 2018 års draft som andra totalt.
Han är yngre bror till ishockeyforwarden Jevgenij Svetjnikov som spelar inom organisationen för Detroit Red Wings i NHL.

## Statistik
| 2016–2017  | Muskegon Lumberjacks | USHL       | 48  | 29  | 29  | 58  | 68  | —  | —  | —  | —  | —  |
| 2017–2018  | Barrie Colts         | OHL        | 44  | 40  | 32  | 72  | 67  | 8  | 5  | 6  | 11 | 12 |
| 2018–2019  | Carolina Hurricanes  | NHL        | 82  | 20  | 17  | 37  | 62  | 9  | 3  | 2  | 5  | 9  |
| 2019–2020  | Carolina Hurricanes  | NHL        | 68  | 24  | 37  | 61  | 54  | 6  | 4  | 3  | 7  | 8  |
| 2020–2021  | Carolina Hurricanes  | NHL        | 55  | 15  | 27  | 42  | 44  | 11 | 2  | 6  | 8  | 14 |
| 2021–2022  | Carolina Hurricanes  | NHL        | 78  | 30  | 39  | 69  | 79  | 14 | 4  | 1  | 5  | 14 |
| 2022–2023  | Carolina Hurricanes  | NHL        | 64  | 23  | 32  | 55  | 71  | —  | —  | —  | —  | —  |
| NHL totalt | NHL totalt           | NHL totalt | 347 | 112 | 152 | 264 | 310 | 40 | 13 | 12 | 25 | 45 |

### Internationellt
| Källa: Uppdaterad: 2020-01-04 | Källa: Uppdaterad: 2020-01-04 | Källa: Uppdaterad: 2020-01-04 |         | Utv = Utvisningsminuter | Utv = Utvisningsminuter | Utv = Utvisningsminuter | Utv = Utvisningsminuter | Utv = Utvisningsminuter |
| År                            | Lag                           | Mästerskap                    | Matcher | Mål                     | Assists                 | Poäng                   | Utv                     |                         |
| ----------------------------- | ----------------------------- | ----------------------------- | ------- | ----------------------- | ----------------------- | ----------------------- | ----------------------- | ----------------------- |
| 2016                          | Ryssland                      | U18-VM                        | 5       | 2                       | 0                       | 2                       | 2                       |                         |
| 2016                          | Ryssland                      | Ivan Hlinka                   | 5       | 4                       | 1                       | 5                       | 0                       |                         |
| 2017                          | Ryssland                      | U18-VM                        | 7       | 4                       | 5                       | 9                       | 10                      |                         |
| 2018                          | Ryssland                      | JVM                           | 5       | 0                       | 5                       | 5                       | 2                       |                         |
| Junior totalt                 | Junior totalt                 | Junior totalt                 | 22      | 10                      | 11                      | 21                      | 14                      |                         |